# Edith Krojanker
Edith Krojanker, geb. Epstein (* 5. April 1905 in Eydtkuhnen, Ostpreußen; † 1995) war eine deutsche Juristin.

## Leben
Edith Krojanker wuchs in einem liberalen Elternhaus auf, probierte sich im Erlernen des Hebräischen, war aber nie in der Jüdischen Gemeinde aktiv. Nach dem Besuch der Volksschule wechselte sie an ein Lyzeum. Ab 1918 war sie an der Königin-Luise-Schule in Königsberg. Dort schloss sie im März 1924 ihr Abitur ab. Zu diesem Zeitpunkt waren bereits ihre beiden Eltern gestorben, sodass sie mit ihrem Bruder Hellmut bei den Großeltern unterkam, die sie auch beim Studium unterstützten.
Zum Sommersemester 1924 schrieb sich Krojanker an der juristischen Fakultät der Universität Königsberg ein, an der sie zum größten Teil, kurzzeitig in Berlin eingeschrieben, studierte. Sie legte 1927 ihr Referendarexamen am Oberlandesgericht Königsberg ab. Ende Juli 1927 wurde sie Referendarin und war dann am Amts- und Landgericht Königsberg, später am Amtsgericht Berlin-Schöneberg und dann am Kammergericht Berlin tätig. Zeitgleich fertigte sie ihre Dissertation an, die sie 1929 an der Universität Königsberg mit dem Titel Sittenwidrige abstrakte Verträge. (Eine Kritik der herrschenden Lehre und ein Reformversuch) abschloss. Am 23. Januar 1932 legte sie ihr Assessorexamen ab und wurde kurze Zeit später Gerichtsassessorin. Beide Examina bestand sie mit „gut“ und erhielt im Februar 1932 eine Kommissorium in Berlin. So war sie kurz am Amtsgericht Mitte und in einer Patentkammer des Landesgerichts. Im September 1932 wurde sie als Beisitzerin in eine Berufungskammer des Landgerichtes Berlin nach Jungfernheide versetzt. Zu Beginn der Zeit des Nationalsozialismus wurde im April 1933 diese Anstellung nicht verlängert, da sie nun im Zuge der NS-Judenverfolgung als „Volljüdin“ galt. Am 20. Juli 1933 erhielt sie ihre Abschiedsurkunde und wurde zur Wiederherstellung des Berufsbeamtentums aus dem Staatsdienst entlassen. Im Oktober 1933 emigrierte Krojanker, nachdem sie das Berufsverbot getroffen hatte, erst nach England und zog dann im August 1935 nach Palästina. Hier arbeitete sie zunächst für zwei Jahre als Sekretärin und lernte währenddessen den ehemaligen Gerichtsassessor Gustav Krojanker kennen. Dieser fand bis zu seinem krankheitsbedingten Tod 1945 keine Anstellung mehr. Ende Januar 1938 heiratete sie Gustav Krojanker. Ihr gemeinsamer Sohn David (geb. 1939 in Jerusalem), ihr einziges Kind, wurde zu einem in Israel mehrfach ausgezeichneten Architekten und Architekturhistoriker.
Nach dem Tod ihres Ehemanns begann Krojanker eine erneute Ausbildung zur Rechtsanwältin. 1948 legte sie die Anwaltsprüfung ab und erhielt 1949 die Zulassung. Sie arbeitete zuerst als angestellte Rechtsanwältin, eröffnete dann aber im Oktober 1952 eine eigene Rechtsanwaltspraxis in Jerusalem. Von 1953 bis 1955 war sie in Deutschland für die Jewish Trust Corporation tätig, um die Rückerstattung von geraubtem jüdischen Eigentum zu erreichen. Zusätzlich war sie Rechtsanwältin im Regierungsdienst und staatliche Leiterin des Finanzwesens. 1971 ging sie in den Ruhestand.
Im Rahmen einer Wiedergutmachung Deutschlands wurde Krojanker Oberregierungsrätin a. D.